# Consejo de Seguridad Nacional de Kazajistán
El Consejo de Seguridad de Kazajistán (en kazajo: Қазақстан Республикасының Қауіпсіздік Кеңесі, Qazaqstan Respýblıkasynyń Qaýipsizdik Keńesi en ruso: Совет безопасности Республики Казахстан) es un órgano consultivo constitucional del Gobierno kazajo que ayuda y asiste al Presidente de la República en la implementación de la política militar y la aplicación de la ley.
El presidente, quien es el comandante supremo de las Fuerzas Armadas, es uno de los muchos miembros permanentes del Consejo, que incluye al ministro de Defensa y al jefe del Estado Mayor. El Consejo está dirigido por su presidente, actualmente expresidente Nursultan Nazarbayev, quien (desde 2018) ocupa este cargo de forma vitalicia. El secretario del Consejo de Seguridad es el segundo puesto más alto en el consejo. 

## Historia
El Consejo de Seguridad data del 21 de agosto de 1991, cuando fue fundado como el Consejo de Seguridad de la República Socialista Soviética de Kazajistán, creado por decreto del presidente Nazarbayev. Más tarde, en junio de 1993, se transformaría en el Consejo de Seguridad de la República de Kazajistán. El mandato y los reglamentos actuales del Consejo de Seguridad fueron aprobados por el gobierno el 20 de marzo de 1999. 
El cargo de secretario del Consejo es quien informa al presidente, el mismo se creó en junio de 1994. Una enmienda aprobada por el parlamento en mayo de 2018 define que las decisiones tomadas por el consejo son "obligatorias y están sujetas a una ejecución estricta por parte de los organismos estatales, organizaciones y funcionarios de la República de Kazajistán".

## Poderes
El Consejo de Seguridad de Kazajistán tiene los siguientes poderes: 
- Asegurar que el presidente tenga control total para ejercer sus poderes en lo que respecta a la seguridad nacional.
- Formular e implementar una política de seguridad nacional.
- Recomendar opciones para tomar decisiones sobre cuestiones de política nacional y exterior relacionadas con la seguridad nacional.
- Preparar la realización de acuerdos internacionales que repitan a la seguridad nacional.[7]

## Miembros
Los miembros permanentes del Consejo de Seguridad son los siguientes: 7 
- Nursultan Nazarbayev (expresidente y presidente vitalicio)
- Presidente de la República
- Primer ministro de la República
- Jefe de la Administración Presidencial
- Secretario del consejo de seguridad
- Presidente del Comité de Seguridad Nacional.
- Ministro extranjero
- Ministro de Defensa

Otros miembros incluyen: 
- Presidente del Parlamento
- Presidente del Senado
- Director del Servicio de Inteligencia Extranjera
- Ministro del interior
- Jefe del Estado Mayor